# Inoussa Dangou
Inoussa Dangou – beniński lekkoatleta, oszczepnik, uczestnik Letnich Igrzysk Olimpijskich 1980.
Podczas Letnich Igrzysk Olimpijskich 1980 startował w eliminacjach rzutu oszczepem. W najlepszej próbie uzyskał odległość 63,56, (co jest jego rekordem życiowym), lecz nie wypełnił minimum potrzebnego do awansu do finału, i został sklasyfikowany na 17. miejscu.

## Rekordy życiowe
| Dystans        | Wynik (s) | Data |
| -------------- | --------- | ---- |
| rzut oszczepem | 63,56     | 1980 |